# Доктор (Доктор Кто)
Доктор (англ. The Doctor) — протагонист долгоиграющего научно-фантастического телесериала Би-би-си «Доктор Кто». По сюжету Доктор — эксцентричный инопланетянин, путешествующий во времени и пространстве с помощью машины времени ТАРДИС. Будучи по натуре альтруистичным и любопытным, Доктор сам часто попадает в опасные ситуации, с которыми справляется при помощи харизмы и выдающегося интеллекта. С начала сериала в 1963 году роль героя исполняли четырнадцать ведущих актёров. Изменение внешности Доктора объясняется «регенерацией» — способностью представителей его расы (Повелителей Времени) восстанавливать и перестраивать своё тело на клеточном уровне при получении смертельных увечий.
Самой недавней инкарнацией является Пятнадцатый Доктор, которого с 2023 по 2025 год исполнял Шути Гатва.
Персонаж пользуется большой популярностью у публики. Так, британская газета The Daily Telegraph назвала Доктора самым популярным пришельцем Британии.

## Общий обзор
Доктор — инопланетянин с планеты Галлифрей, путешествующий во времени и пространстве в своей машине времени — ТАРДИС. Её название является аббревиатурой от Time And Relative Dimension In Space (временное и относительное измерение в пространстве). Доктор исследует Вселенную, странствуя по различным местам и временам и частенько попадая в неприятности, в частности из-за барахлящей системы навигации. Спастись ему помогает знание науки, технологий и истории. Он помогает тем, кто попадает в беду, если только это не происходит в «неизменяемой точке» пространства-времени. В серии «Военные игры» утверждается, что Доктор украл свою ТАРДИС, а в эпизоде «Имя Доктора» показывается момент, где Первый Доктор со своей внучкой крадут неисправную машину времени и в эпизоде «Время Доктора» он эту информацию подтверждает, находясь под воздействием поля правды с Галлифрея. С Доктором обычно путешествуют один или несколько спутников, которыми, как правило, являются обычные люди. Большинство из них сознательно приняли решение странствовать с ним, но некоторые являются случайными пассажирами; особенно это касается классических серий.

### Детство
Информации о детстве Доктора немного. В классическом сериале часто вспоминается, что он учился в Академии Галлифрея и в то время носил прозвище Тета Сигма. Одним из его преподавателей был Боруса, а среди других учеников — Мастер и Рани, которые в конечном итоге становятся его врагами. Восьмой Доктор в полнометражном фильме рассказал Грейс Холлоуэй, что любил наблюдать метеорный дождь вместе со своим отцом.
В серии «Смит и Джонс» на вопрос Марты, есть ли у него хотя бы один брат, Доктор отвечает: «Больше нет» (англ. not anymore). В серии «Слушай» выясняется, что у него было несколько братьев.
В эпизоде «Девушка в камине» маркиза де Помпадур во время телепатического сеанса наблюдала детство Доктора и сказала, что оно было очень одиноким. Также в детстве Доктор и Мастер были лучшими друзьями. Впрочем, они ими остаются, хотя при этом и являются врагами. В серии «Будь вечны наши жизни» Двенадцатый Доктор признаётся своей спутнице Билл, что в период обучения Мастер был его кумиром.
В серии «Временной монстр» Доктор сообщает, что вырос в домике на склоне горы. Также он говорит, что у его дома под деревом жил отшельник, который утешал его, когда он был подавлен. С этим отшельником, тоже Повелителем Времени, Доктор встретился в серии «Планета пауков».
В эпизоде «Барабанная дробь» Доктор рассказывает, что в возрасте восьми лет Повелители Времени проходят инициацию, во время которой должны заглянуть в вихрь времени. По его словам, это зрелище одних вдохновляет, других пугает, а кого-то сводит с ума (как, например, Мастера). О себе же он сказал, что был среди тех, кто сбежал и бежит до сих пор.
Согласно эпизоду «Вечные дети», Доктор, будучи ребёнком был найден у неизвестного портала в иную реальность и доставлен на тогда ещё молодой Галлифрей. Он был усыновлён исследовательницей по имени Тектеюн из рода шобоганов — предков Повелителей Времени, тогда ещё не имевших способности к регенерации. Когда случайным образом была обнаружена его способность регенерировать, приютившая его мать потратила всю свою жизнь и несколько регенераций самого Доктора, чтобы разгадать геном его вида. Доктор изначально обладал неограниченным количеством регенераций, но после того как был раскрыт геном и галлифрейцы получили способность регенерировать, они ограничили количество регенераций до 12 раз как себе, так в конце концов и самому Доктору. В дальнейшем Доктор вступил в секретную правительственную организацию под названием «Дивизион», после службы в которой все воспоминания об этом периоде его жизни были стёрты с принудительной регенерацией в ребёнка. Об этом спустя много лет Тринадцатому Доктору рассказал Мастер, обнаруживший соответствующую информацию в Матрице, хранилище всех знаний Галлифрея.

### Семья
Ссылки на семью Доктора крайне редки в сериале. На протяжении первых двух сезонов Доктор странствовал со своей внучкой Сьюзен Форман. Он имел старшего брата Браксиателя. Второй Доктор говорил, что его семья у него в памяти, когда он хочет, чтобы они были, а в другие моменты они спят («Гробница киберлюдей»). В серии «Проклятие Фенрика» Седьмой Доктор на вопрос, имеет ли он семью, отвечает, что не знает. Вероятно, имеется в виду, что теперешняя их судьба ему неизвестна.
В фильме 1996 года говорится, что мать Доктора была человеком, однако Десятый Доктор говорит Донне Ноубл, что комбинация «человек — Повелитель Времени» невозможна. В книге о закулисной жизни Рассел Т. Дэвисс рассказал о вырезанной сцене из финальных спецвыпусков с Десятым Доктором, Доктор говорит что он «на пару дней был получеловеком в 1999 году», ссылаясь на события фильма, тем самым опровергая слова Восьмого Доктора о том, что он наполовину человек и был рождён от человеческой женщины.

В серии «Бойся её» Доктор говорит Розе, что когда-то был отцом, однако сразу же меняет тему. То же самое он повторяет и Донне в эпизоде «Дочь Доктора». Он также утверждает, что потерял семью в ходе Войны Времени. В этом эпизоде из похищенного генетического материала Доктора была создана Дженни, технически — дочь Доктора (её роль исполнила Джорджия Моффет, которая является дочерью Питера Дэвисона (Пятого Доктора) и женой исполнителя роли Десятого Доктора — Дэвида Теннанта).
В эпизоде «Пустой ребёнок» врач Константин говорит Доктору: «К началу войны я был и отцом, и дедушкой. Но сейчас — нет. Я просто доктор». На это Девятый Доктор отвечает: «Да. Я знаю это ощущение». В серии «Не моргай» он говорит, что «никогда не чувствовал себя хорошо на свадьбах, даже на собственной».
В специальном эпизоде «Конец времени» была показана женщина, предположительно мать Доктора, роль исполнила Клэр Блум.
В серии «Винсент и Доктор» Доктор говорит, что у него была «двуглавая занудная крёстная с жутким запахом из двух ртов».
В серии «Свадьба Ривер Сонг» Доктор женится на Ривер Сонг.
В серии «Смерть на небесах» Клара, притворяясь Доктором, говорит «Я родилась на Галлифрее, созвездие Кастерборус. Я — Повелитель Времени, но после того как я украла капсулу времени и сбежала, мои привилегии были отозваны. Сейчас пилотирую ТАРДИС 40-го типа. Четыре брака (нам известно только о трёх, с Ривер Сонг в серии „Свадьба Ривер Сонг“, с Елизаветой I в серии „День Доктора“, с Мэрилин Монро в серии „Рождественская песнь“) дети, внуки пропали и, полагаю, погибли, у меня есть дочь, созданная путём передачи гена („Дочь Доктора“)».

### Возраст
Точный возраст Доктора неизвестен и не поддаётся точному исчислению. Точных цифр названо не было, можно лишь предположить что реальный возраст Доктора может превышать миллионы лет («Вечные дети»). Сам Доктор этого не помнит, так как правители Галлифрея каждый раз стирали ему память, заставляя регенерировать в ребёнка и проживать полностью новую жизнь.
Сам Доктор в разное время утверждал, что ему:
- 450 лет («Гробница киберлюдей», 2 доктор, 1-я серия 5 сезона);
- 800 лет («День Доктора», Военный доктор, юбилейный выпуск к пятидесятилетию сериала);
- 900 лет («Роза», 9 доктор, 1-я серия 1-го сезона);
- 903 года («Пути расходятся», 10 доктор, 13-я серия 1-го сезона);
- 906 лет («Конец времени. Часть вторая», 10 доктор, 18-я серия 4-го сезона);
- 907 лет («Плоть и камень», 11 доктор, 5-я серия 5-го сезона);
- 909 лет («Невозможный астронавт», 11 доктор, 1-я серия 6-го сезона);
- 953 года («Время и Рани», 7 доктор, 24 сезон, 1 серия);
- 1200 лет («Город под названием „Милосердие“», 11 доктор, 3-я серия 7-го сезона);
- позже Доктор вновь сказал, что ему 1200 лет с лишним, аргументировав тем, что сбился со счёта («День Доктора», юбилейный выпуск к пятидесятилетию сериала);
- более 2000 лет («Глубокий вдох», 12 доктор, 1-я серия 8-го сезона).
- «Тысячи лет» — Третий Доктор неоднократно

Учитывая события серии «Время Доктора», (Доктор пребывал на Трензалоре приблизительно 900 лет) приблизительный возраст Доктора составляет 2100 лет, что он сам и подтверждает в серии «Глубокий вдох»: «Я Доктор, я прожил более двух тысяч лет».
В аудиопьесе «Орбис» 8 Доктор проводит на одноимённой планете 900 лет, с учётом которых, ему около 3000 лет, однако последующие воплощения этого не упоминают.
В конце серии «Глубокий вдох» Доктор говорит Кларе: «Я — Доктор. Я прожил более двух тысяч лет. Я совершил множество ошибок. И пора с этим что-то делать.»
В предпоследней серии 9 сезона («Ниспосланный с небес») Доктор проводит в исповедальном диске более 4,5 миллиардов лет. Что однако не учитывается при подсчёте его возраста. В 10 сезон Доктор утверждает, что ему 2000 лет и 2200 лет, но это скорее всего из-за того, что в исповедальном диске он неоднократно клонировался и не проживал такой промежуток времени одним телом и разумом.
Существует теория, что Доктор не знает, сколько ему лет. Он сбился со счёта, так как постоянные путешествия во времени делают очень трудной задачу подсчёта возраста. Эта теория, под которой подписался продюсер, сценарист и режиссёр Доктора Кто, Стивен Моффат, в интервью с журналом SFX (май, 2010): «Это то, чего я продолжаю придерживаться — Доктор не знает своего возраста. Он врёт. Откуда он может знать, только если он не отмечает свой возраст на стене? Ему может быть 8 тысяч лет, ему может быть миллион. Он не имеет ни малейшего понятия. Ему и календарь не поможет».
Также Восьмой Доктор однажды сказал, что он не обязательно всегда использует одно и то же значение слова «год», когда говорит о своём возрасте.

## Создание персонажа
Образ Доктора был придуман режиссёром Сидни Ньюменом. Первый сценарий, которому потом было суждено перерасти в сценарий сериала Доктор Кто, носил рабочее название The Troubleshooters. В марте 1963 года идею развил С. Е. Уэббер, который был приглашён помочь проекту. В варианте Уэббера главный герой был описан как «зрелый мужчина 35—40 лет с некоторыми чудачествами в поведении». Однако Ньюмен создал альтернативный образ старика, который странствует в похищенной машине времени, которого он назвал «Доктор Кто». Таким образом, Доктор Кто существует с мая 1963 года.
Первым актёром, который сыграл Доктора, был Уильям Хартнелл. Но через три года он вынужден был оставить сериал из-за проблем со здоровьем, и роль досталась Патрику Траутону. Доныне считается, что Доктора играло тринадцать актёров (хотя в 1983 году, когда Хартнелл уже умер, в спецвыпуске «Пять Докторов» роль Первого Доктора исполнил Ричард Хернделл, и таким образом, актёров, которые исполняли эту роль, четырнадцать).
В начале сериала о Докторе не известно ничего — даже его имя. В самом первом эпизоде («Неземное дитя») внимание двух учителей (Барбара Райт и Ян Честертон) привлекает одна ученица, Сьюзен Форман, которая демонстрирует незаурядные знания по всем предметам. Они следуют за ней до свалки старых автомобилей, где слышат её голос и голос какого-то мужчины, доносившийся из места, которое внешне кажется полицейской будкой. Зайдя в неё, они обнаруживают, что внутри будка значительно просторнее, чем кажется снаружи. Старик, которого Сьюзен называет дедушкой, похищает учителей, чтобы они никому не выдали их местоположения, и отправляется в доисторическую эпоху. Впоследствии они начинают путешествовать вместе.

## Физиология
Хотя внешне Повелители Времени выглядят как люди, их физиология сильно отличается от человеческой. По словам Одиннадцатого Доктора это люди похожи на Повелителей Времени, так как последние появились раньше. Например, они имеют два сердца (двойную сердечно-сосудистую систему), «обходную дыхательную систему», которая позволяет им дольше обходиться без воздуха. Такая система однажды спасла Четвёртого Доктора от смерти в серии «Пирамиды Марса» Внутренняя температура тела — 15-16 градусов по Цельсию. При этом, иное строение дыхательной системы делает Повелителей Времени уязвимыми для летучих веществ (например, анестетиков, ядов), так Первый Доктор не успел задержать дыхание и чуть не задохнулся при пожаре. Большинство физиологических преимуществ Повелителей Времени — результат искусственных модификаций, хотя телепатия, хороший иммунитет и низкая температура тела были у них изначально. Старокровные Повелители Времени (к которым относится и Доктор) имеют в первой регенерации только одно сердце. Повелители Времени способны практически полностью контролировать собственное тело, имеют сверхчеловеческую реакцию и способность к самоисцелению (тяжёлые раны у них заживают значительно быстрее человеческих, также достаточно быстро приходят в себя после шока и контузии). Доктор часто демонстрирует сверхчеловеческую выдержку. Кроме того, он может поглощать и освобождаться от некоторых видов излучения. Владеет телепатией. В некоторых эпизодах также выясняется, что Доктор может легко выдерживать очень низкие температуры. По внешности Повелителя времени нельзя установить его возраст — Двенадцатый Доктор выглядит ровесником Первого (хотя их разделяет не менее двух тысячелетий), Одиннадцатый Доктор — внешне самый молодой, хотя он значительно старше, например, Третьего и Седьмого. Внешность и возраст Повелителя Времени при регенерации вообще говоря случаен и выбирается подсознательно исходя из опыта предыдущей регенерации и наиболее подходящими новому характеру. Так, после Войны Времени Доктор не желал быть взрослым и избегал принимать тяжёлые решения, а потому Девятый, Десятый и Одиннадцатый становились всё моложе, а Двенадцатый, став самим собой, вновь стал выглядеть как старик. Существует фанатская теория, согласно которой пределах одной регенерации Повелитель Времени внешне стареет от стресса (поэтому Первый, Военный, Десятый и Одиннадцатый изнемогали от старости, Второй быстро поседел, а остальные внешне почти не менялись). Однако Повелители Времени также имеют и слабые места, не присущие людям. В серии «Разум зла» Доктор утверждает, что таблетка аспирина может убить его. В серии «Холодная Кровь» Доктор говорит, что если удалить с него все земные микроорганизмы, то он погибнет — возможно, именно поэтому антибиотики так опасны для Повелителей Времени.
В шестом сезоне Второй Доктор утверждает, что Повелители Времени могли бы жить вечно, если бы не несчастные случаи. Когда они случаются, они регенерируют. В серии «Беспощадный убийца» Доктор говорит, что регенерация возможна двенадцать раз. Во вступительной части фильма 1996 года Доктор подтверждает, что Повелители Времени имеют тринадцать жизней, и Мастер использовал их все (и даже дважды). К тому же, регенерация не является обязательной — в эпизоде «Последний Повелитель Времени» Мастер отказывается регенерировать и умирает у Доктора на руках, Повелитель Времени может задержать регенерацию (Первый, Третий, Десятый и Двенадцатый, например). Но также причиной регенерации может быть и не несчастный случай: в серии «Судьба далеков» Романа регенерирует без видимой причины. регенерация может быть вызвана искусственно (Военные игры), спровоцирована старостью (Десятая Планета/Дважды во времени, День Доктора, Время Доктора).
В серии «Смерть Доктора» спин-оффа «Приключения Сары Джейн» Одиннадцатый Доктор говорит, что регенераций у Повелителей Времени 507, но это утверждение в итоге оказывается шуточным. Повелитель Времени может регенерировать больше 12 раз, если получит дополнительную энергию регенерации (Мастер в «Пять Докторов» и во время Войны Времени, Доктор в «Время Доктора»). Некоторые Повелители Времени способны жить действительно вечно, например, Рассилон имеет бесконечный запас регенераций, а Сёстры Карна используют эликсир для управления процессом регенерации.

## Изменение актёров
| Доктор               | Актёр              | Первое появление | Первое появление | Первое появление    | Последнее появление | Последнее появление | Последнее появление |
| Доктор               | Актёр              | Дата             | Возраст          | Серия               | Дата                | Возраст             | Серия               |
| -------------------- | ------------------ | ---------------- | ---------------- | ------------------- | ------------------- | ------------------- | ------------------- |
| Первый Доктор        | Уильям Хартнелл    | 23 ноября 1963   | 55               | «Неземное дитя»     | 29 октября 1966     | 58                  | «Десятая планета»   |
| Второй Доктор        | Патрик Траутон     | 29 октября 1966  | 46               | «Десятая планета»   | 21 июня 1969        | 49                  | «Военные игры»      |
| Третий Доктор        | Джон Пертви        | 3 января 1970    | 50               | «Остриё из космоса» | 8 июня 1974         | 54                  | «Планета пауков»    |
| Четвёртый Доктор     | Том Бейкер         | 8 июня 1974      | 40               | «Планета пауков»    | 21 марта 1981       | 47                  | «Логополис»         |
| Пятый Доктор         | Питер Дэвисон      | 21 марта 1981    | 29               | «Логополис»         | 16 марта 1984       | 32                  | «Пещеры Андрозани»  |
| Шестой Доктор        | Колин Бейкер       | 16 марта 1984    | 40               | «Пещеры Андрозани»  | 6 декабря 1986      | 43                  | «Совершенный враг»  |
| Седьмой Доктор       | Сильвестр Маккой   | 7 сентября 1987  | 44               | «Время и Рани»      | 6 декабря 1989      | 46                  | «Выживание»         |
| Восьмой Доктор       | Пол Макганн        | 27 мая 1996      | 36               | «Доктор Кто»        | 27 мая 1996         | 36                  | «Доктор Кто»        |
| Девятый Доктор       | Кристофер Экклстон | 26 марта 2005    | 41               | «Роза»              | 18 июня 2005        | 41                  | «Пути расходятся»   |
| Десятый Доктор       | Дэвид Теннант      | 18 июня 2005     | 34               | «Пути расходятся»   | 1 января 2010       | 38                  | «Конец времени»     |
| Одиннадцатый Доктор  | Мэтт Смит          | 1 января 2010    | 27               | «Конец времени»     | 25 декабря 2013     | 31                  | «Время Доктора»     |
| Двенадцатый Доктор   | Питер Капальди     | 25 декабря 2013  | 55               | «Время Доктора»     | 25 декабря 2017     | 59                  | «Дважды во времени» |
| Тринадцатый Доктор   | Джоди Уиттакер     | 25 декабря 2017  | 35               | «Дважды во времени» | 23 октября 2022     | 40                  | «Сила Доктора»      |
| Четырнадцатый Доктор | Дэвид Теннант      | 23 октября 2022  | 51               | «Сила Доктора»      | 9 декабря 2023      | 52                  | «Смешок»            |
| Пятнадцатый Доктор   | Шути Гатва         | 9 декабря 2023   | 31               | «Смешок»            | 31 мая 2025         | 32                  | «Война реальности»  |

В спецвыпуске «Пять Докторов» роль Первого Доктора исполнил Ричард Харндалл, в сериях «Падение Доктора» и «Дважды во времени» перезапуска сериала его сыграл актёр Дэвид Брэдли.
Роль Военного Доктора, инкарнацию Доктора между Восьмым и Девятым воплощениями, в сериях «Имя Доктора» и «День Доктора» сыграл Джон Хёрт.
16 июля 2017 года было объявлено, что в рождественском спецвыпуске 2017 года «Дважды во времени» Джоди Уиттакер сменит Питера Капальди, став первой женщиной в роли Доктора.
8 мая 2022 года было объявлено, что Шути Гатва исполнит роль Доктора в британском научно-фантастическом телесериале BBC «Доктор Кто».
23 октября 2022 года, после выхода эпизода «Сила Доктора», было объявлено, что Дэвид Теннант исполнит роль Четырнадцатого Доктора в британском научно-фантастическом телесериале BBC «Доктор Кто», а после регенерирует в Пятнадцатого Доктора в исполнении Шути Гатвы.
31 мая 2025 года в конце эпизода «Война реальности» Пятнадцатый Доктор регенерировал в новую инкарнацию в исполнении Билли Пайпер, ранее игравшую спутницу Розу Тайлер в сериале. Хотя официальная роль Пайпер остается нераскрытой, некоторые источники указывают её как Шестнадцатого Доктора.

### Порядок нумерации
Стивен Моффат настаивает, что он не изменяет порядок нумерации Докторов и Военный Доктор Джона Хёрта из мини-эпизода «Ночь Доктора» ни на что не влияет. Он объясняет это в выпуске Doctor Who Magazine: «Я был действительно очень осторожен с нумерацией Докторов. Доктор Джона Хёрта — очень особенный: он не берёт имя Доктора. Он не зовёт себя так. Он тот же Повелитель Времени, то же существо, как и Доктора до него, но он единственный, кто говорит: „Я не Доктор“. Так что Одиннадцатый Доктор по-прежнему Одиннадцатый, Десятый — всё тот же Десятый…» Он добавляет: «Технически, если вы действительно считали регенерации, Доктор Дэвида Теннанта — это два Доктора, принимая во внимание мета-кризисного Доктора („Конец путешествия“). Но смысл заключается не в подсчёте регенераций, но в подсчёте лиц Повелителя Времени, который называл себя Доктором. И, таким образом, у нас имеется лишь пролезший где-то в дырку Доктор-Аномалия. В сценарии „Дня Доктора“ Доктор Мэтта был Одиннадцатым, и Доктор Дэвида звался Десятым. Так что номера Докторов остаются точно такими же — мы все называем Питера Капальди Двенадцатым Доктором».

### Регенерация
Изменение внешности Доктора объясняется способностью Повелителей Времени регенерировать. Регенерация была придумана в сериале, чтобы актёров можно было заменять (как правило, они уходят сами). Основное назначение регенерации внутри сериала — биологическое омоложение организма. В серии «Время Доктора» Доктор получил от кого-то с Галлифрея новый цикл из неизвестного количества регенераций.
| Доктор                                                            | Серия                                  | Причина регенерации | Причина регенерации (за кадром) |
| ----------------------------------------------------------------- | -------------------------------------- | --- | --- |
| Первый регенерировал во Второго                                   | «Десятая планета»                      | Первый Доктор сильно ослабел от старости и первой встречи с киберлюдьми, говоря, что это старое тело стало немного неудобным. | У Уильяма Хартнелла было больное сердце, из-за чего съёмки часто приходилось переносить, и авторам сериала пришлось думать, как выйти из такого положения. Тогда Сидни Ньюмен придумал то, что помогло продолжить сериал до нашего времени: с приближением смерти Повелители Времени могут изменять тело. Таким образом, в 1966 году состоялась первая регенерация Доктора, и роль получил Патрик Траутон.                                          |
| Второй регенерировал в Третьего                                   | «Военные игры»                         | Второго Доктора осудили Повелители Времени за нарушения их законов невмешательства. Он был приговорён к ссылке на Землю двадцатого столетия. А перед ссылкой Повелители Времени инициировали процесс его регенерации в Третьего Доктора. | Патрик Траутон счёл режим съёмок в «Докторе Кто» весьма изнурительным, и решил, что пришло время оставить сериал в 1969 году после трёх лет на главной роли. Его преемником стал Джон Пертви. |
| Третий регенерировал в Четвёртого                                 | «Планета пауков»                       | Третий Доктор решил противостоять королеве восьмоногих, встретившись лицом к лицу со своим страхом и получил огромную дозу радиации, из-за чего, вернувшись к Саре Джейн и Бригадиру, он регенерировал в своё четвёртое воплощение. | В начале 1974 года Пертви объявил, что заканчивает исполнять роль Доктора. Его уход был связан с трагической кончиной его друга, Роджера Дельгадо, исполнявшего в сериале роль его заклятого врага Мастера. |
| Четвёртый регенерировал в Пятого                                  | «Логополис»                            | Четвёртый Доктор вступил в битву против Мастера. Когда Доктор справился с врагом, радиотелескоп начал опускаться и Доктор упал на землю с большой высоты. Таинственная сущность известная как Наблюдатель, которая следила за ним сквозь время и пространство, слилась с Доктором и он регенерировал. | Существует версия, что Том Бейкер покинул сериал в виду разногласий с новым шоураннером, которую сам Том Бейкер неоднократно опровергал. |
| Пятый регенерировал в Шестого                                     | «Пещеры Андрозани»                     | В конце своей жизни, он пожертвовал собой ради жизни Пери, отдав ей единственное противоядие от болезни, которую они подхватили у ядовитого растения на Малой Андрозани | Привлечение Питера Дэвисона пошло на пользу сериалу, и его создатели стремились продлить контракт. Однако Дэвисон отказался, потому что боялся, что зрители не будут воспринимать его в других ролях, если он останется в сериале. По слухам, Патрик Траутон, который играл Второго Доктора, когда Дэвисон был ещё подростком, посоветовал ему участвовать в сериале не более, чем три года. Дэвисон послушался совета.                             |
| Шестой регенерировал в Седьмого                                   | «Время и Рани»                         | Когда ТАРДИС Шестого Доктора была атакована его старым врагом — Рани, он получил травмы и регенерировал в Седьмого Доктора. | Эра Колина Бейкера в «Докторе Кто» длилась 18 месяцев, в течение которых он снялся в трёх сезонах сериала, принял участие в записи радиоэпизода, а также в театральной постановке «Доктор Кто: большое приключение». В своём интервью в 1986 году Бейкер заявил, что хотел бы побить рекорд своего однофамильца Тома Бейкера. Но не сложилось. В том же году роль Доктора перешла к Сильвестру Маккою.                                              |
| Седьмой регенерировал в Восьмого                                  | «Доктор Кто (1996)»                    | После многих лет путешествий, когда Доктор согласился перевезти останки Мастера на Галлифрей, ТАРДИС совершила аварийную посадку в Сан-Франциско 1999 года, где он был застрелен и регенерировал в результате операции, которую ему попыталась сделать хирург Грейс Холлоуэй. Анестезия помешала ему нормально регенерировать, в результате чего, его будущее воплощение было некоторое время полностью лишено воспоминаний о прошлом | Роль Доктора Маккой перенял от Колина Бейкера в 1987 и исполнял её до 1989, когда прекратилось производство сериала. |
| Восьмой регенерировал в Военного                                  | «Ночь Доктора»                         | В мини-эпизоде «Ночь Доктора» Восьмой Доктор, долгое время не решавшийся ввязаться в Войну Времени, после гибели и временного воскрешения Сёстрами Карна, понимает, что вся Вселенная под угрозой уничтожения в ходе войны между его народом и далеками, и сейчас всем больше нужен Воин, который остановит войну, а не Доктор, отрицающий насилие, после чего регенерирует в Военного Доктора. | Фильм «Доктор Кто» 1996 года должен был стать пилотным эпизодом обновлённого сериала, выпуском которого планировала заняться компания Fox, но съёмки сериала так и не были начаты из-за низких рейтингов ленты в США. Однако в Британии фильм восприняли хорошо, он собрал более девяти миллионов зрителей, а также получил довольно высокую оценку. То же произошло и в Австралии.                                                                 |
| Военный регенерировал в Девятого                                  | «День Доктора»                         | В конце эпизода «День Доктора» Доктор понимает, что его «старое тело поистаскалось». Он принимает регенерацию со счастьем, потому что понимает, что Война Времени завершилась. Прямо перед регенерацией Военный Доктор подмечает, что хотел бы, чтобы «в следующей жизни у него уши были не такими оттопыренными». Новый Доктор забывает события окончания Войны Времени. | |
| Девятый регенерировал в Десятого                                  | «Пути расходятся»                      | В последней арке первого сезона Доктор возвращается на Пятый Спутник, который теперь находится под властью далеков («Плохой волк»/«Пути расходятся»). Доктор побеждает извечных врагов, но это даётся ему дорогой ценой. Во время битвы погибает капитан Джек Харкнесс, Роза отправляется в своё время, а Земля оказывается на грани разрушения. Однако Роза с помощью Сердца ТАРДИС возвращается обратно и, используя Вихрь Времени, оживляет Джека и истребляет всех далеков. Но человек не может удержать в себе Вихрь Времени, поэтому Доктор вынужден принять его в себя, что привело его к регенерации в Десятого Доктора.                           | Кристофер Экклстон снялся лишь в одном сезоне «Доктора Кто». По сообщениям Radio Times, Экклстон покинул сериал из-за испорченных отношений с руководством. |
| Десятый регенерировал в Десятого                                  | «Украденная Земля» «Конец путешествия» | Во время встречи Доктора и Розы он был смертельно ранен далеком и вынужден был регенерировать. Однако Доктор только восстановил своё тело, а всю остальную клеточную энергию регенерации направил в свою отрубленную руку. В итоге его внешность и личность осталась прежней, но, насколько можно судить по серии «День Доктора», таким образом, получается два Десятых Доктора. Через некоторое время, когда Донна коснулась отрубленной руки, произошёл двойной биологический метакризис: Донна получила ум Повелителя Времени, а из отрубленной руки Доктора вырастает его клон с некоторыми чертами характера Донны, оказавшийся наполовину человеком. | |
| Десятый регенерировал в Одиннадцатого                             | «Конец времени»                        | Десятый Доктор регенерировал в Одиннадцатого Доктор, поглотив огромное количество радиоактивного излучения чтобы спасти жизнь дедушке Донны Ноубл, Уилфреду Мотту. | Дэвид Теннант, исполнявший роль Десятого Доктора с 2005 года, объявил об уходе в октябре 2008 года. Актёра, который будет исполнять роль Одиннадцатого Доктора, подбирали несколько месяцев. 27-летний Мэтт Смит стал самым молодым актёром, который играл Доктора. До него самым молодым был актёр Питер Дэвисон, сыгравший в 29-летнем возрасте Пятого Доктора.                                                                                   |
| Одиннадцатый регенерировал в Двенадцатого                         | «Время Доктора»                        | Одиннадцатый Доктор 900 лет охраняет Трензалор от вторжений, и, когда он находится на пороге смерти (так как его лимит регенерации исчерпан), Повелители Времени даруют ему новый цикл регенераций, из-за чего он энергией регенерации уничтожает флот далеков и перевоплощается в Двенадцатого Доктора. | 1 июня 2013 года стало известно, что Мэтт Смит покидает сериал. Одиннадцатый Доктор регенерировал в рождественской серии 2013 года. Его последователем стал известный шотландский актёр, лауреат премии «Оскар» Питер Капальди. |
| Двенадцатый регенерировал в Тринадцатого                          | «Дважды во времени»                    | Двенадцатого Доктора. регенерировал в своей ТАРДИС от повреждений после битвы с киберлюдьми в эпизоде «Падение Доктора», долго отказывался регенерировать, но в итоге, после событий специального рожденственского эпизода «Дважды во времени», примирился с мыслью о необходимости регенерации и напоследок оставил послание будущему своему воплощению. | 30 января 2017 года стало известно, что Питер Капальди покидает сериал после десятого сезона. Последней серией с его участием стал рождественский спецвыпуск 2017 года «Дважды во времени». Его последовательницей стала английская актриса Джоди Уиттакер. |
| Тринадцатый регенерировал в Четырнадцатого                        | «Сила Доктора»                         | Тринадцатый регенерировал на береговой скале возле своей ТАРДИС в конце специального эпизода «Сила Доктора» в инкарнацию, которая выглядит в точности как Десятый Доктор. | Руандийско-шотландский актёр Шути Гатва был объявлен в мае 2022 года актёром, который станет играть Доктора далее. Во время специального выпуска «Сила Доктора» было раскрыто, что после регенерации Тринадцатый Доктор переродилась в воплощение, снова изображаемое Дэвидом Теннантом. Теннант и Тейт (играла спутницу Донну Ноубл) повторили свои роли в трёх специальных эпизодах, посвящённых 60-летию программы в ноябре — декабре 2023 года. |
| Четырнадцатый Доктор регенерирует в Четырнадцатого и Пятнадцатого | «Смешок»                               | В эпизоде «Смешок» старый враг Доктора, известный как Игрушечник, затеял с повелителем времени очередную игру. После выстрела из пушки Игрушечника Четырнадцатый Доктор регенерирует путём редкого явления «бигенерации», раздвоившись на два тела: одно осталось выглядеть как четырнадцатое воплощение, в то время как второе сменило внешность на новую, став Пятнадцатым Доктором. | После выхода эпизода «Сила Доктора» было подтверждено, что Гатва сыграет главную роль в качестве Пятнадцатого Доктора, сменив Дэвида Теннанта, который вернулся к роли Повелителя Времени для спецвыпусков к 60-летию сериала. |
| Пятнадцатый Доктор регенерирует в неизвестное воплощение          | «Война реальности»                     | Пятнадцатый Доктор регенерирует в неизвестное воплощение, которое выглядит в точности как Роза Тайлер. | 31 мая 2025 года было объявлено, что Шути Гатва покидает сериал после двух сезонов. |

### Встречи разных воплощений
Иногда случалось так, что разные воплощения Доктора встречались друг с другом. Ниже приведён список таких встреч.
| Доктора                                                             | Серия                                 | Пояснение |
| ------------------------------------------------------------------- | ------------------------------------- | --- |
| Первый, Второй, Третий                                              | «Три Доктора»                         | Сначала планировалось, что роль Хартнелла будет большей, однако из-за состояния здоровья он не смог активно участвовать. |
| Первый, Второй, Третий, Пятый                                       | «Пять Докторов»                       | Первого Доктора сыграл Ричард Харндалл. Том Бейкер отказался принимать участие в эпизоде, объясняя это тем, что прошло слишком мало времени с тех пор, как он покинул сериал. Чтобы изобразить Четвёртого Доктора, были использованы нарезки из непоказанного эпизода «Шада».                                                                                            |
| Второй, Шестой                                                      | «Два Доктора»                         | |
| Шестой, Валеярд                                                     | «Суд над Повелителем времени»         | |
| Первый, Второй, Третий, Четвёртый, Пятый, Шестой, Седьмой           | «Измерения во времени»                | Спецвыпуск к 30-летию сериала. Для изображения Первого и Второго Докторов использованы клипы. |
| Пятый, Десятый                                                      | «Раскол во времени»                   | Спецвыпуск для передачи «Дети в нужде». |
| Одиннадцатый, Военный Доктор                                        | «Имя Доктора»                         | Заключительная серия седьмого сезона возрождённого сериала. |
| Военный Доктор, Десятый Доктор, Одиннадцатый Доктор                 | «День Доктора»                        | Спецвыпуск к 50-летию сериала. |
| Одиннадцатый, Куратор                                               | «День Доктора»                        | В конце эпизода появился персонаж по имени Куратор, который является будущей версией Доктора, который вернул одно из своих прошлых обличий (его сыграл Том Бейкер, игравший ранее Четвёртого Доктора), но в дальнейшем состарился и отошёл от дел. |
| Первый, Двенадцатый                                                 | «Падение Доктора» «Дважды во времени» | Первого Доктора сыграл Дэвид Брэдли. Он впервые появляется в конце заключительной серии десятого сезона возрождённого сериала, а также принял участие в рождественском выпуске после сезона. Прежде Дэвид уже играл роль самого Уильяма Хартнелла и по совместительству Первого Доктора в докудраме «Приключение в пространстве и времени» (2013) о создании сериала.    |
| Тринадцатый, Доктор-беглец                                          | «Беглец джудунов»                     | В серии было представлена ранее неизвестная инкарнация Доктора в исполнении Джо Мартин. |
| Тринадцатый, Доктор-беглец                                          | «Вечные дети»                         | Появление инкарнации Доктора в исполнении Джо Мартин. В этой серии выясняется, что данное воплощение существовало задолго до Первого Доктора и являлось не единственным таким. |
| Тринадцатый, Доктор-беглец, Первый, Пятый, Шестой, Седьмой, Восьмой | «Сила Доктора»                        | Спецвыпуск приуроченному к 100-летию создания BBC. В эпизоде приняли участие Дэвид Брэдли, который уже ранее появлялся в сериале в роли Первого Доктора. Так же в эпизоде приняли участие Питер Дэвисон, Колин Бейкер, Сильвестр Маккой, Пол Макганн (которые играли Пятого, Шестого, Седьмого и Восьмого Докторов), а также инкарнация Доктора в исполнении Джо Мартин. |
| Четырнадцатый, Пятнадцатый                                          | «Смешок»                              | Третий спецвыпуск к 60-летию сериала. |
| Тринадцатый, Пятнадцатый                                            | «Война реальности»                    | Заключительная серия пятнадцатого сезона возрождённого сериала. |